# Іссам Ель-Адуа
Іссам Ель-Адуа (араб. عصام العدوة‎, нар. 9 грудня 1986, Касабланка) — марокканський футболіст, захисник еміратського клубу «Аль-Дхафра» та національної збірної Марокко.

## Клубна кар'єра
У дорослому футболі дебютував 2004 року виступами за команду «Відад» (Касабланка), в якій провів п'ять сезонів. 
2009 року перебрався до Франції, ставши гравцем «Ланса», у структурі якого, утім, грав лише за другу команду, а 2010 року був відданий в оренду до «Нанта». Того ж 2010 року перейбрався до кувейтського клубу «Аль-Кадісія».
Протягом 2010-х також встиг пограти за португальську «Віторію» (Гімарайнш), іспанський «Леванте», китайський «Чунцін Ліфань», еміратську «Аль-Дхафру» та знову в Португалії, цього разу за «Авеш».
2019 року повернувся до лав команди «Аль-Дхафра» з ОАЕ.

## Виступи за збірні
Протягом 2007–2008 років залучався до складу молодіжної збірної Марокко. На молодіжному рівні зіграв у 4 офіційних матчах.
2009 року дебютував в офіційних матчах у складі національної збірної Марокко. У її складі був учасником Кубка африканських націй 2013 року у ПАР, де відзначився голом у грі групового етапу проти господарів турніру, утім його команда до раунду плей-оф не пройшла.

## Титули і досягнення
- Чемпіон Марокко: 2005-06
- Чемпіон Кувейту: 2010-11, 2018-19
- Володар Кубка Португалії з футболу: 2012-13
- Володар Кубка Федерації футболу Кувейту: 2010-11
- Володар Кубка наслідного принца Кувейту: 2018-19
- Володар Кубка Еміра Кувейту: 2018-19